# Walker (Michigan)
Walker – miasto w Stanach Zjednoczonych, w stanie Michigan, w hrabstwie Kent.